# Lycenchelys chauliodus
Lycenchelys chauliodus is een straalvinnige vissensoort uit de familie van de puitalen (Zoarcidae). De wetenschappelijke naam van de soort werd voor het eerst geldig gepubliceerd in 1995 door M. Eric Anderson.